# Палена (коммуна)
Палена (исп. Palena) — посёлок в Чили. Административный центр одноимённой коммуны. Население — 970 человек (2002). Посёлок и коммуна входит в состав провинции Палена и области Лос-Лагос.
Территория коммуны — 2763,7 км². Численность населения — 1692 жителей (2007). Плотность населения — 0,61 чел/ км².

## Расположение
Посёлок расположен на острове Чилоэ в 256 км на юго-восток от административного центра области города Пуэрто-Монт и в 107 км на юго-восток от административного центра провинции города Чайтен.
Коммуна граничит:
- на севере — c коммуной Футалеуфу
- на востоке — с провинцией Чубут (Аргентина)
- на юге — c коммунами Сиснес, Лаго-Верде
- на западе — c коммуной Чайтен

## Демография
Согласно сведениям, собранным в ходе переписи Национальным институтом статистики, население коммуны составляет 1692 человека, из которых 910 мужчин и 782 женщины.
Население коммуны составляет 0,21 % от общей численности населения области Лос-Лагос и целиком является сельским.